# The Clerk
The Clerk è un cortometraggio muto del 1914. Il nome del regista non viene riportato. Prodotto dalla Majestic Motion Picture Company e distribuito dalla Mutual Film, uscì in sala il 17 febbraio 1914. Tra gli attori, Ernest Joy, che aveva iniziato la sua carriera di attore nel 1911.

## Produzione
Il film fu prodotto dalla Majestic Motion Picture Company.

## Distribuzione
Distribuito dalla Mutual, il - un cortometraggio in una bobina - film uscì nelle sale cinematografiche statunitensi il 17 febbraio 1914.